# Göttinger Mensurenprozess
Der Göttinger Mensurenprozess war ein Rechtsstreit der Jahre 1951–1953, in dessen Verlauf die im Nachkriegsdeutschland wiederentstandenen Studentenverbindungen die Zulässigkeit der studentischen Mensur und die Strafbarkeit des studentischen Duells grundsätzlich festgestellt wurde.

## Hintergrund
Aufgrund der Schwierigkeiten und der ablehnenden Haltung von verschiedenen Seiten (Politik, Universität) wurden die ersten Mensuren nach dem Zweiten Weltkrieg heimlich und mit ungeklärter Rechtslage gefochten. Polizeiliche Verfolgungen fanden statt, Ausrüstung wurde beschlagnahmt.

## Verlauf
Im Jahre 1951 wurde der Student Wilfried von Studnitz (Corps Bremensia Göttingen) nach einem auswärts veranstalteten Pauktag in Göttingen bei der Kriminalpolizei angezeigt. Er bestätigte ohne Nennung seines Gegenpaukanten, gefochten zu haben. Es erfolgte Anklage vor dem Landgericht Göttingen. Daraufhin fand vor der Großen Strafkammer in Göttingen ein Prozess statt. Das Urteil vom 19. Dezember 1951 lautete auf Freispruch, da eine Mensur kein Duell mit tödlichen Waffen sei. Körperverletzung mit Einwilligung sei nicht strafbar (§ 226a StGB a. F.; inzwischen § 228) und die Einwilligung auch nicht sittenwidrig. Nach einer Revision der Staatsanwaltschaft bestätigte der Bundesgerichtshof das Urteil am 29. Januar 1953 (BGHSt 4, 24). Voraussetzung für die Straffreiheit war jedoch, dass die Mensur nicht zum Austragen von Ehrenhändeln diente und dass die verwendeten Schutzvorkehrungen (Paukbrille, Halskrause etc.) sicherstellten, dass tödliche Verletzungen ausgeschlossen seien.
Das heißt, die studentische Bestimmungsmensur wurde straffrei gestellt, das studentische Duell war und blieb verboten. Diese Entscheidung beendete aber noch nicht die Auseinandersetzungen um die Mensur.
Der Disziplinar-Dreierausschuss der Universität Göttingen unter dem Vorsitz des Professors für Völkerrecht Herbert Kraus verhängte am 29. Januar 1952 gegen von Studnitz die Strafe der Nichtanrechnung eines Semesters wegen Mensurenschlagens. Das Verwaltungsgericht Hannover, Kammer Hildesheim, hob die Entscheidung auf. Dieser Fall wurde später als Seminarübung in Göttingen verwendet.

## Folgen
Der Verzicht auf die Austragung von Ehrenhändeln mit der Waffe, also das bis etwa 1935 unter Studenten durchaus übliche Duell, wurde dann auch gegenüber dem damaligen deutschen Bundespräsidenten Theodor Heuss bei einem persönlichen Treffen am 8. April 1953 von den Delegationen aller maßgeblichen mensurschlagenden Verbände (Kösener Senioren-Convents-Verband, Weinheimer Senioren-Convent, Deutsche Burschenschaft und Coburger Convent) bestätigt. Damit gehörte das jahrhundertealte studentische Duellwesen endgültig der Vergangenheit an. Ehrstreitigkeiten sind seither über Ad-hoc-Ehrengerichte der Korporationsverbände abzuwickeln.
Während die Strafbarkeit damit verworfen war, wurde der Umgang von Universitäten mit Waffenstudenten noch ein halbes Jahrzehnt später ausjudiziert: Dem Studenten Udo Janssen (Corps Hannoverania Hannover, Corps Teutonia Berlin (WSC)) wollte die Freie Universität Berlin die Immatrikulation verweigern, weil er sich zum Mensurenschlagen bekannt hatte. Diese Entscheidung wurde am 24. Oktober 1958 vom Bundesverwaltungsgericht aufgehoben.